# Book of Days
Book of Days è una canzone della cantante e musicista irlandese Enya, pubblicata nel 1992 come terzo singolo estratto dall'album Shepherd Moons.

## La canzone
L'originale gaelico Book of Days apparve sull'album Shepherd Moons, ma fu rimpiazzata, dalla metà del 1992, sulla stampa di singoli, album e compilation con una nuova versione dal testo prevalentemente in inglese. La versione in inglese-gaelico fu usata per la prima volta nella colonna sonora del film Cuori ribelli.
Vi sono tre leggere differenze d'introduzione per questo nuovo brano. Tutte e tre variano il suono di campana, che è l'inizio di sedici rapidi battiti di violoncello prima del vero e proprio inizio vocale:
- il film suona all'inizio sedici rapidi battiti di violoncello come quelli suonati dopo la campana;
- la versione usata nel CD della colonna sonora di Cuori ribelli ha un'introduzione più lunga del pianoforte, con un accompagnamento vocalico;
- la versione che ha rimpiazzato l'originale brano in gaelico dell'album ha la stessa introduzione di pianoforte, ma senza vocalizzazione.

La durata del brano in gaelico è di 2:34, mentre quello inglese-gaelico è di 2:56.

## Tracce
- Book of Days - 02:56
- As Baile - 04:03
- Morning Glory - 02:30

## Successo

### Piazzamenti in Classifica
| Pasese      | Posizione |
| ----------- | --------- |
| Irlanda     | 12        |
| Regno Unito | 10        |
| Svezia      | 34        |

### Classifiche di Fine Anno
| Classifica (Anno)                      | Posizione |
| -------------------------------------- | --------- |
| Billboard New Age Digital Songs (2010) | 20        |